# Parazygiella
Parazygiella es un género de arañas araneomorfas de la familia Araneidae. Se encuentra en la zona holártica.

## Lista de especies
Según The World Spider Catalog 12.0:
- Parazygiella carpenteri (Archer, 1951)
- Parazygiella dispar (Kulczynski, 1885)
- Parazygiella montana (C. L. Koch, 1834)